# اریک استریکر
اریک استریکر (انگلیسی: Eric Stryker؛ زاده ۲۴ سپتامبر ۱۹۵۴ درگذشته ۱۹ فوریهٔ ۱۹۸۸) یک بازیگر فیلم پورنوگرافی اهل ایالات متحده آمریکا بود.